# 原田祖岳

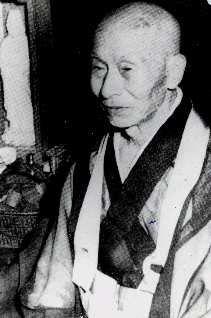

原田 祖岳（はらだ そがく、1871年11月25日（明治4年10月13日） - 1961年（昭和36年）12月12日）は日本の曹洞宗の僧侶で、臨済宗の禅も兼修したことで知られる。号は大雲。駒澤大学教授。

## 略歴
1871年に福井県小浜市で生まれた。7歳の時に曹洞宗の寺院に小僧として入り、高校生まで過ごした。
20歳の時に臨済宗の正眼寺僧堂で修行し、1年半から2年で見性体験を得た。
1901年に曹洞宗大学林（現、駒澤大学）を卒業した。
彼は曹洞宗、臨済宗の双方の高僧を歴参、原田祖道、丘宗潭、秋野孝道、安達達淳、星見天海、雲霧軒大義、高源室毒湛に師事した。
1911年から1923年の間、駒澤大学教授を務めた。
彼は非常に厳格な人物で、発心寺、地済院、安国寺、長安寺、報恩寺 (盛岡市)、智源寺 (宮津市)などの住職を務めた。
彼は90歳まで各寺で接心を指導し、発心寺では、1週間の接心を年に6回行った。
彼の指導法は臨済の公案を採り入れたものでした。彼は曹洞宗の修行法を踏まえた上で、居士と僧侶を個々に指導した。
彼の著名な弟子として知られる安谷白雲も曹洞宗でありながら公案を学んだ。この参究方法は、安谷が設立した三宝教団に引き継がれた。
西洋では、彼が毒湛老師から印可証明を受けたと言われているが、曹洞宗の前角博雄はこれに反論している。むしろ、彼は曹洞宗僧でありながら、臨済を採り入れた折衷派として位置付けられる。

## 弟子
- 安谷白雲
- 原田湛玄

## 著書
- 『参禅の階梯』（丙午出版社、1915年）
- 『禅学質疑解答』（丙午出版社、1917年）
- 『禅学問答殺活自在』（隆文館図書、1920年）
- 『坐禅の仕方』（中央仏教社、1926年）
- 『坐禅のすゝめ』（中央仏教社、1928年）
- 『延命十句観音経講話』（正信同愛会、1932年 → 大蔵出版、1979年）
- 『宗教の太陽』（今成覚禅との共著、正信同愛会、1932年）
- 『参禅質疑解答集』（中央仏教社、1932年）
- 『修証義講話』（中央仏教会、1932年）
- 『道華集』（正信同愛会、1933年）
- 『普勧坐禅儀講話』（正信同愛会、1933年 → 大蔵出版、1982年）
- 『参禅同中異弁の眼』（正信同愛会、1935年）
- 『国民精神総動員と仏子の覚悟』（正信同愛会、1937年）
- 『仏教大観』（中央仏教社、1937年）
- 『希望に輝ける生活』（正信同愛会、1939年）
- 『正宗国師白隠禅師坐禅讃講話』（正信同愛会、1940年 → 大蔵出版、1979年）
- 『仏法的々の大意』（加瀬喜一郎との共著、正信同愛会、1940年）
- 『胎教の仕方』（中央仏教社、1941年）
- 『正しい坐禅の心得』（大蔵出版、1953年）

### 校注
- 『延命十句観音経霊験記』（正信同愛会、1939年 → 大蔵出版、1979年）

### 著作集
- 『原田祖岳著作集』